# Göteborg
Göteborg (ejtsd: jőteborj vagy gőteborg, svéd kiejtés: IPA: [ˈjøːtɛˌbɔrj]; kiejtéseⓘ) város Svédország nyugati partvidékén, Västra Götaland megyében. Vonattal utazva időben Stockholmtól, Oslótól és Koppenhágától is kb. 3 órányira. Népessége 674 529 fő (2023. dec. 31.) (agglomerációval együtt 872 000), ezzel Stockholm után az ország második legnagyobb városa, Skandináviában az ötödik, az Európai Unióban pedig az 55. legnépesebb. Västra Götaland megye székhelye.
A várost II. Gusztáv Adolf svéd király alapította 1621-ben. Karakterét a tenger (a Kattegat) közelsége jelentősen befolyásolja: a Göta-folyó torkolatánál fekszik, és Skandinávia legforgalmasabb kikötőjét tudhatja magáénak.
Jelentős egyetemváros: két egyeteme van.
Az angliai GaWC kutatócsoport 1998-as A világvárosok leltára című tanulmánya szerint Göteborg kis mértékben világváros-formációra utaló jeleket mutat.

## Etimológia
A város neve a kapu (svédül: Göte) szóból származik.
A 17. században sokat változott a neve. 1605-ben Giötheborg, 1607-ben Göteborh ill. Gothenburg, 1619-ben Gamble Gotenborg alakban írták a város nevét.
A várost angol, holland és német nyelven sokáig régi nevén, Gothenburgként, franciául pedig Gothembourgként emlegették, de napjainkban a legtöbb nyelvben ezeket az elnevezéseket felváltotta a svéd Göteborg forma.
Több kulturális eseménynél Göteborg alakot használnak, míg a Göteborgi Egyetem angol neve University of Gothenburg.

## Földrajz

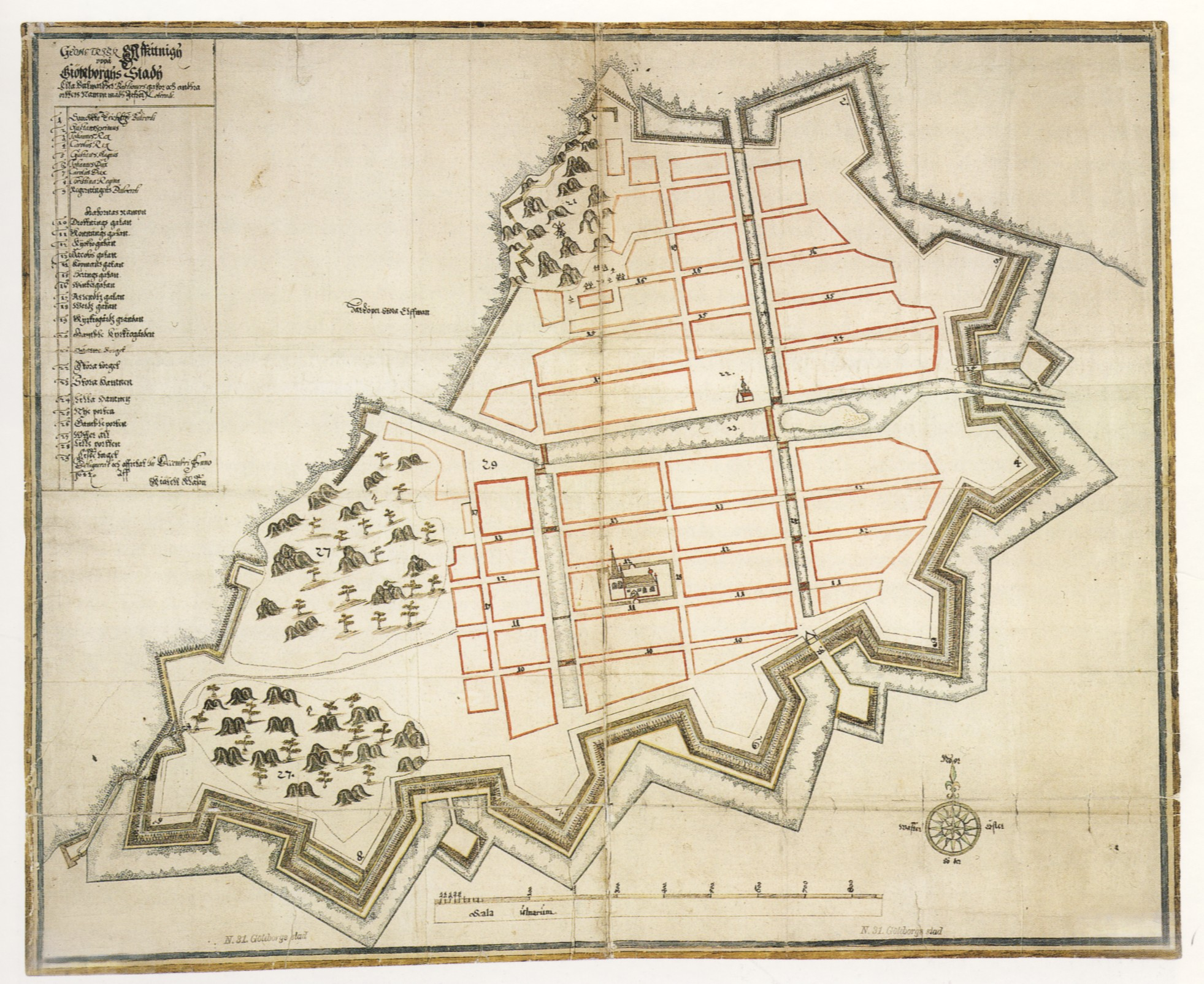
Térkép 1644-ből

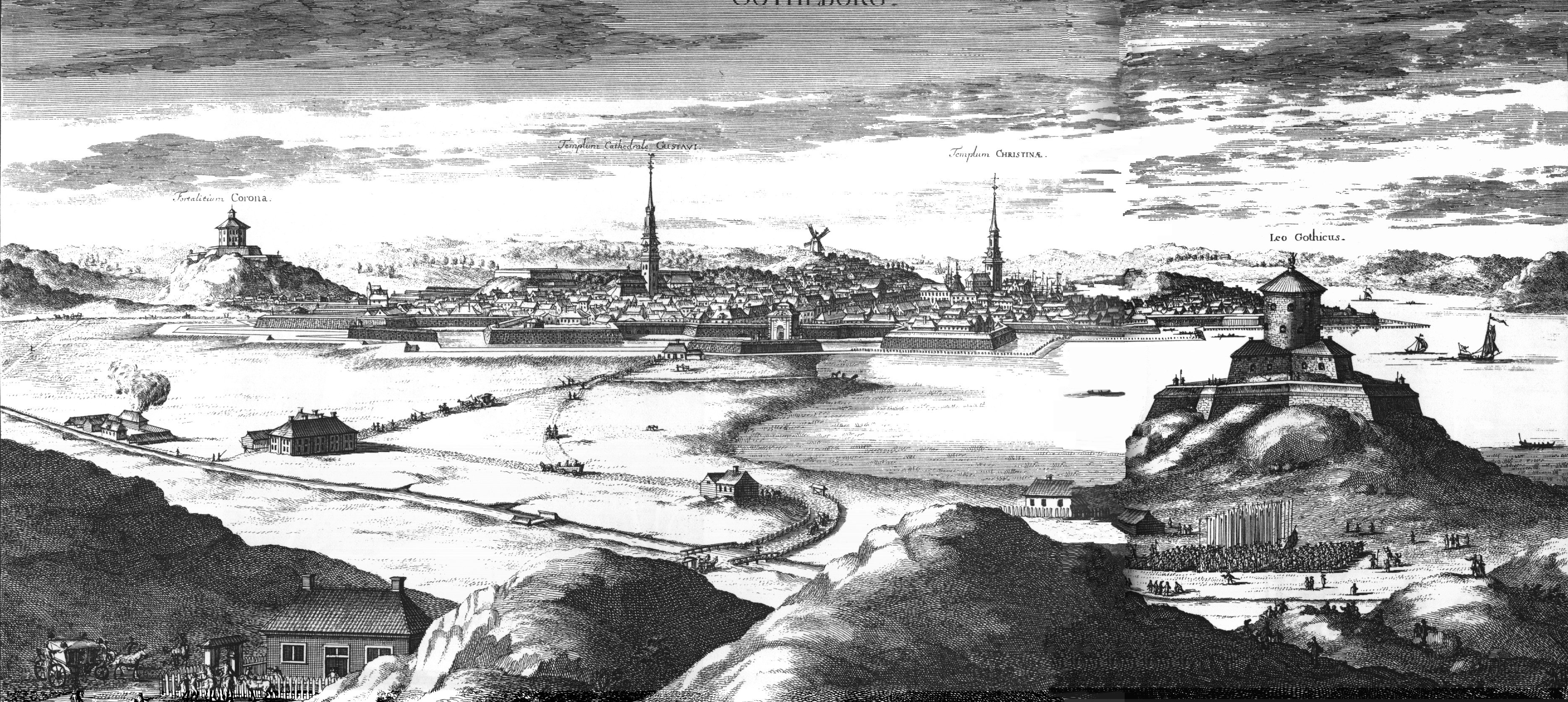
A város látképe 1700 körül

A város a Kattegat keleti oldalán, a Göta-folyó és a Göta-csatorna partján fekszik. Agglomerációjához tartoznak a megyén belül Ale, Härryda, Kungälv, Lerum, Mölndal, Partille, Stenungsund, Tjörn és Öckerö községek, a szomszédos Halland megyéből pedig Kungsbacka község.
| Hónap                         | Jan. | Feb. | Már. | Ápr. | Máj. | Jún. | Júl. | Aug. | Szep. | Okt. | Nov. | Dec. | Év   |
| ----------------------------- | ---- | ---- | ---- | ---- | ---- | ---- | ---- | ---- | ----- | ---- | ---- | ---- | ---- |
| Átlagos max. hőmérséklet (°C) | 2,0  | 4,0  | 6,0  | 11,0 | 16,0 | 19,0 | 22,0 | 22,0 | 18,0  | 12,0 | 7,0  | 3,0  | 11,9 |
| Átlagos min. hőmérséklet (°C) | −1,0 | −1,0 | 0,0  | 3,0  | 8,0  | 12,0 | 14,0 | 14,0 | 10,0  | 6,0  | 3,0  | −1,0 | 5,6  |
| Átl. csapadékmennyiség (mm)   | 74   | 59   | 46   | 53   | 52   | 63   | 76   | 62   | 54    | 93   | 70   | 78   | 780  |
| Forrás:                       |      |      |      |      |      |      |      |      |       |      |      |      |      |

## Történelem
A területen fellelt romok alapján a környék már 8000 éve is lakott volt. A viking kor emlékei közül kiemelkedik az äskekärri hajó, Svédország egyetlen és Skandinávia legjobb állapotban fennmaradt viking hajója. Viking kori érmék, arany- és ezüstékszerek még napjainkban is előkerülnek a Göta-folyó környékéről, amelyet izlandi sagák fontos vízi útként említenek. A 11. század elején viking királyok számos csatát vívtak a folyó mentén.
A folyó torkolatvidéke a 12. század óta fontos kereskedelmi központ. A középkorban Lödöse városa (40 km-re észak-keletre a mai Göteborgtól) fontos kereskedelmi állomás és kikötő volt. Stratégiai okokból (a norvég Båhus erőd közelsége miatt) a várost közelebb költöztették a tengerhez, azonban az új településnek (Nya Lödöse, azaz Új-Lödöse) is megvoltak a maga problémái, és a lakosoknak a régi Älvsborg erődbe kellett menekülniük. Az erődöt II. Frigyes dán király a Háromkorona-háborúban, 1563-ban bevette.
A 17. század elején Svédország a nyugati partvidéknek csak egy részét uralta. A kísérlet, melyet 1607-ben tettek egy Gothenburg nevű város alapítására a közeli Hisingen szigetén, a kalmárháború miatt kudarcba fulladt, de II. Gusztáv Adolf király kísérlete ugyanerre 1621-ben sikeresnek bizonyult. A várost hollandok, holland minta alapján építették, szigorú rendben megtervezett utcák és mesterséges csatornák rendszerével és egy nagy térrel (ez a mai Gustaf Adolfs Torg). A 17. században a hivatalos nyelvek a holland, a német, a svéd és az angol voltak.
A későbbi háborúk folyományaként 1658-ra a keleti dán tartományok a Roskildei béke értelmében Svédországhoz kerültek, így a Gothenburgtól északra és délre fekvő Bohuslän és Halland svéd területekké váltak, a város így kevésbé volt veszélyeztetett helyzetben. Ennek köszönhetően a nyugati partvidék fontos kikötőjévé és kereskedelmi központjává fejlődött. A skót Colin Campbell és Niclas Sahlgren gothenburgi kereskedő 1731-ben megalapították a Svéd Kelet-indiai Társaságot, Svédország első nemzetközi kereskedelmi társaságát, amelynek székhelye a városban volt. Hajói selymet, porcelánt, teát, bútorokat, drágaköveket, fűszereket és a kor más luxuscikkeit szállították a város kikötőjébe. A társaság egészen a 18. század végéig rendkívül sikeres volt; 74 év alatt összesen 132 expedíciót indított. Tulajdonosai között számos skót és svéd üzletember volt. A Kínával való kereskedelem fellendülése új szokásokat is meghonosított: elterjedt a tea, a rizs, az arrak puncs és több új zöldség; a jómódúbb családok pedig monogramjukkal díszített porcelánkészleteket vásároltak. Az utolsó hajó 1806-ban érkezett Kelet-Ázsiából.
A 19. században a város az iparosodás útjára lépett, nagyrészt a skót és angol üzletemberek érkezésének köszönhetően. Az évek folyamán sokan meggazdagodtak, és vagyonukból kórházat, könyvtárat (Sahlgrenska Kórház), egyetemet (Chalmers Műszaki Egyetem) alapítottak. A város a század végén nyerte el mai arculatát széles útjaival, parkjaival és kőépületeivel.
1998. december 31-ig Göteborg és Bohus megye székhelye volt, azóta a három korábbi megye összevonásával létrejött Västra Götaland megye központja.

## Önkormányzat és közigazgatás

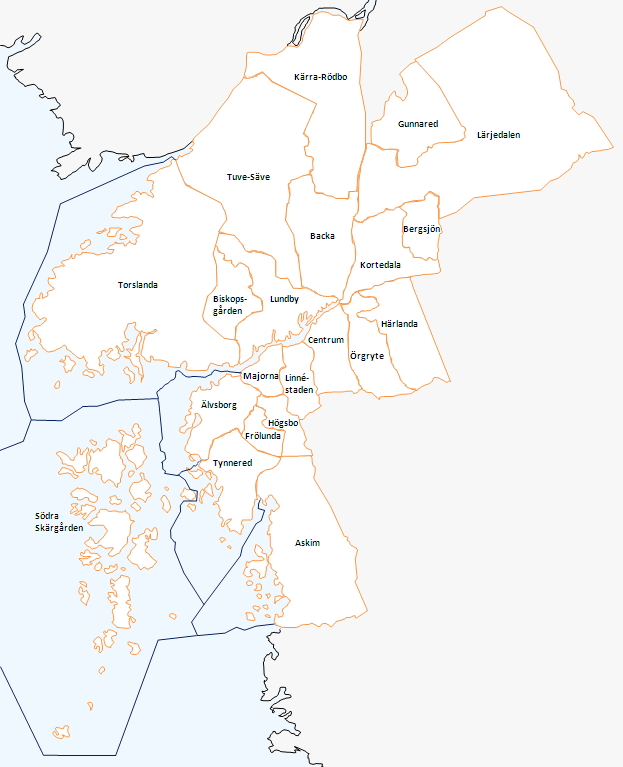
Göteborg kerületei

Göteborg egyike annak a 134 svéd településnek, melyek az 1971-es közigazgatási reform előtt városi rangot viseltek. Azóta jogilag nincs különbségtétel a nagyvárosok és a vidéki települések között. A köznyelvben azonban a régi stad, azaz város megnevezés továbbra is él.
Göteborg törvényhozó testülete a közgyűlés, ennek 81 tagja van, akiket négy évre választanak. A közgyűlés jelöli ki a végrehajtó szervet, egy 13 fős bizottságot, élén a polgármesterrel.
Göteborg 21 kerületre oszlik, az ő hatáskörükbe tartozik az általános iskolák, szociális és kulturális intézmények fenntartása. Némi nehézséget okoz, hogy a kerületek közgyűlései nem a helyi többséget képviselik, hanem a városházán hozott döntések alapján irányítják a kerületeket. Az 1998-as svédországi választások alkalmával három kerület – Askim (Svédország), Torslanda és Älvsborg – helyi választásokat tartott, és le akart válni a városról, de a svéd kormány visszautasította kérelmüket.
Kerületek:
| - Askim - Backa - Bergsjön - Biskopsgården - Frölunda - Göteborgs centrum - Gunnared | - Härlanda - Högsbo - Kortedala - Kärra-Rödbo - Linnéstaden - Lundby - Lärjedalen | - Majorna - Styrsö - Torslanda - Tuve-Säve - Tynnered - Älvsborg - Örgryte |

Göteborg és 12 másik község együttműködik Göteborg Régió Önkormányzati Szövetség (Göteborgsregionens kommunalförbund, GR) keretei között.

## Gazdaság

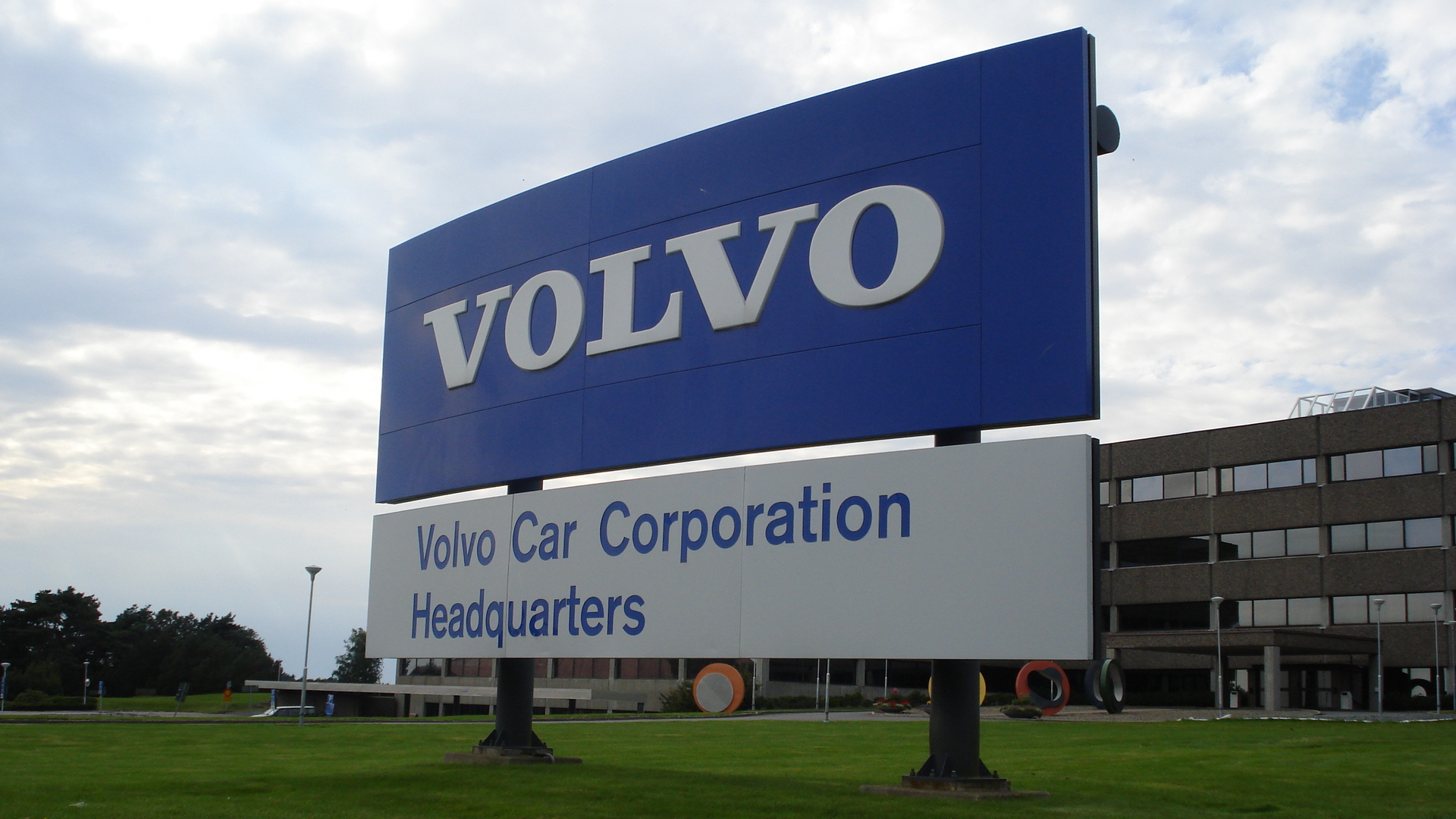
A Volvo Personvagnar központja

Előnyös földrajzi elhelyezkedésének köszönhetően Göteborgnak van a legfontosabb kikötője egész Skandináviában. A kereskedelem és hajózás mindig fontos szerepet töltött be a városban, a 18. században itt volt a Svéd Kelet-indiai Társaság székhelye.
Fejlett az ipar (SKF, Volvo, Ericsson), a város Svédország egyik gazdasági központja. Itt található többek között a Volvo és a Volvo Personvagnar központja.

## Közlekedés

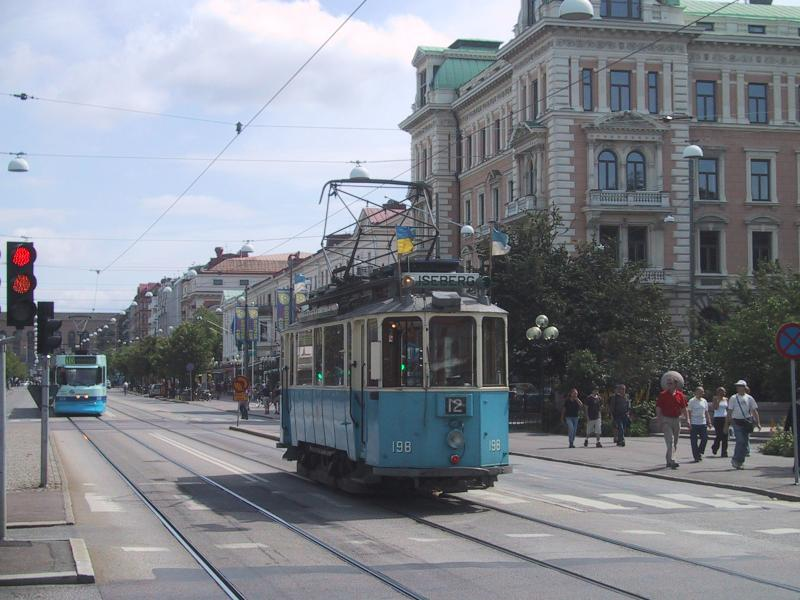
Villamos és nosztalgiavillamos (utóbbi főleg a turisták körében közkedvelt)

A városnak két nemzetközi repülőtere van; a legtöbb nagy európai városba minden nap indul közvetlen járat. Fő repülőtere a Göteborgtól 20 km-re található Landvetter melletti Göteborg Landvetter repülőtér. A kisebb, a Göteborg City repülőtér a várostól 14 km-re északnyugatra fekszik. Reptérbusszal mindkettő 20 perc alatt elérhető a városközpontból.
Vasúton a legtöbb svéd és norvég várossal napi több expresszvonat köti össze, de több európai fővárossal is napi szintű kapcsolata van. Stockholm, Koppenhága és Oslo egyaránt három óra alatt. Fontosabb vasútállomásai a 'Centralstationen („Központi állomás”) és a Nils Ericson Pályaudvar, ahonnan számos távolsági autóbuszjárat is indul. A Göteborg–Oslo vasútvonal teljes kétvágányúsítását és a menetidő 2 órára csökkentését 2019-re tervezik.
A göteborgi kikötő a legnagyobb Skandináviában. Évente 10 940 hajó köt ki itt. Naponta indulnak kompok Frederikshavnba és Kielbe, de a környező szigetek közlekedését is kompok szolgáltatják. A kikötőben évente 2,65 millió komputas fordul meg.
A helyi és regionális közösségi közlekedést a Västtrafik biztosítja. 12 villamosvonalát 237 jármű szolgálja ki.
A közúti kapcsolatot Oslo felé az E6-os európai út és a határon átívelő 2005-ben átadott Svinesund-híd biztosítja. A várost érinti az E20-as és az E45-ös európai út is.
A városon keresztülhalad a 3-as és a 12-es számú EuroVelo kerékpáros útvonal.

## Kultúra

### Oktatási rendszer
Göteborgnak két egyeteme van: a Göteborgi Egyetem és a Chalmers Műszaki Egyetem. A városban 60 000 diák tanul.
Ebben a városban tartják a Volvo Adventure Nemzetközi Környezetvédelmi Versenyt minden évben.

### Kulturális intézmények

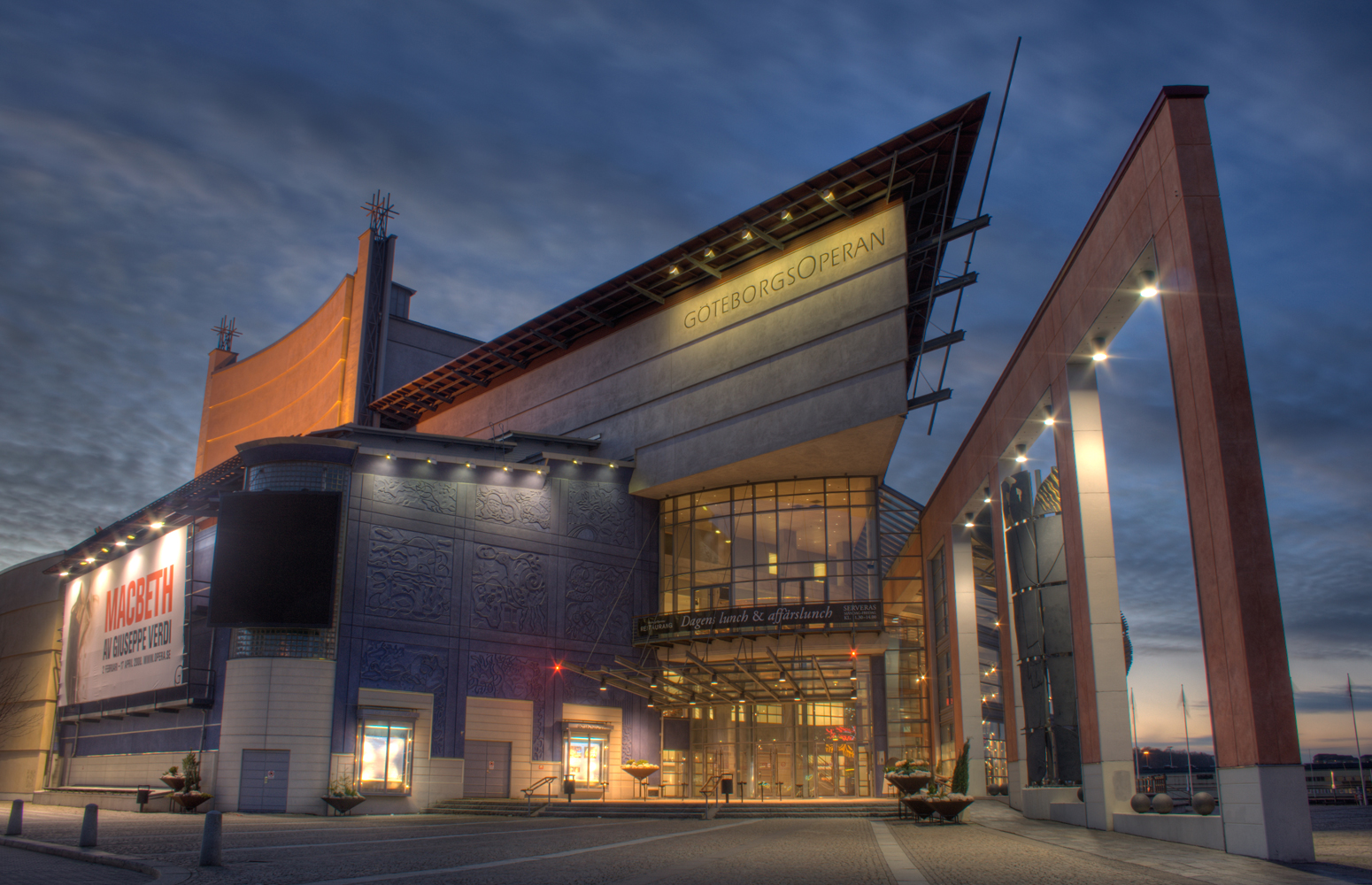
A Göteborgi Operaház

Göteborgban 20 múzeum, 25 színház, 38 mozi és 54 művészeti galéria található. Az új Göteborgi Operaház 1994-ben nyílt meg. A múzeumok közül legjelentősebbek a Göteborgi Művészeti Múzeum, a Röhss Múzeum (tervezési és művészeti múzeum), hajózási, történelmi, tudományos, kelet-indiai múzeumok és a Világkultúra Múzeuma, ami 2004-ben nyílt meg.
A Göteborgi Botanikus Kert az egyik legjelentősebb a világon.

### Művészetek
Minden év februárjában megrendezik a Göteborgi Filmfesztivált, míg ősszel a Göteborgi Nemzetközi Könyvvásárra kerül sor.
Itt játszódik az Andra Avenyn svéd filmsorozat, valamint annak internetes betétsorozata, a Riverside.

#### Zene
1985-ben a Göteborgban található Scandinaviumban rendezték az Eurovíziós Dalfesztivált. 1990-ben a városban alakult meg az In Flames melodic death metal zenekar. Az általuk játszott, és azóta más bandák által is átvett dallamvilágot azóta a göteborgi hangzás (Gothenburg-sound) néven is említik. Szintén itt alapították 1993-ban a HammerFall power metal zenekart. A legtöbb évben a Melodifestivalen svéd eurovíziós nemzeti dalválasztó show egyik válogatóját itt rendezik meg.

### Gasztronómia
A vendéglátásról 668 étterem (köztük öt Michelin-csillagos) és 167 kávézó gondoskodik.

## Turizmus

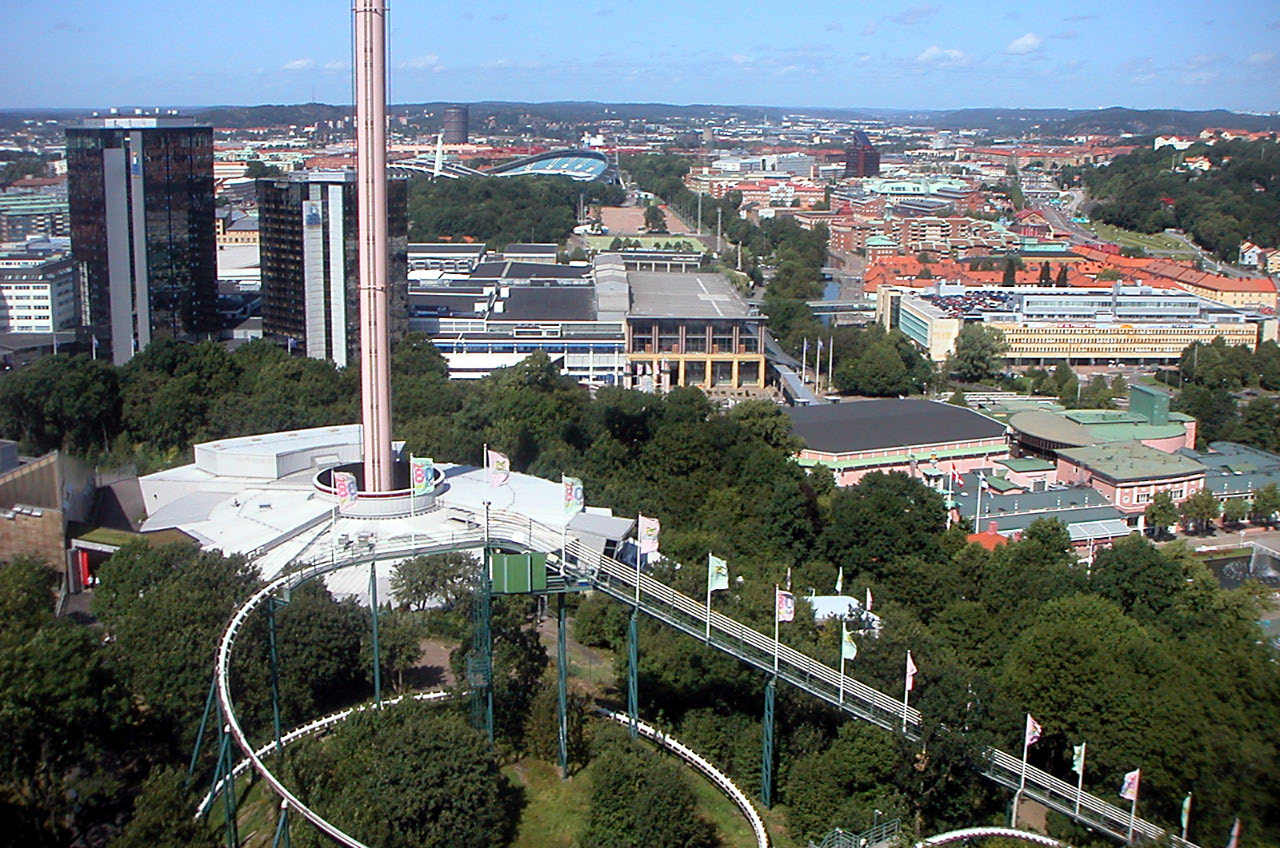
Göteborg látképe a Liseberg vidámparkból

Göteborg régió 112 szállodája összesen több mint 10 000 szobát kínál.
A Liseberg vidámpark, Skandinávia legnagyobb vidámparkja a belvárosban található, és Svédország egyik legjelentősebb turistalátványossága. A Liseberget és a karácsonyi vásárt évente hárommillió látogató keresi fel. Mellette található az Universeum nevű tudományos központ. A belvárosra és a kikötőre szép kilátás nyílik a GötheborgsUtkiken kilátóból.

## Sport
A városnak három legjelentősebb labdarúgócsapata az IFK Göteborg, a GAIS és az Örgryte IS. Mindhárom együttes otthona a Gamla Ullevi stadion.
Számos nemzetközi sportversenynek ad helyszínt: itt rendezték többek között az 1973-as vívó-világbajnokságot, az 1977-es birkózó-világbajnokságot, az 1981-es birkózó-Európa-bajnokságot, az 1985-ös műkorcsolya Európa-bajnokságot, az 1991-es amatőr ökölvívó-Európa-bajnokságot, az 1991-es uszonyos- és búvárúszó Európa-bajnokságot, az 1992-es labdarúgó-Európa-bajnokság több mérkőzését (köztük a döntőt), az 1997-es rövidpályás úszó-világbajnokságot, a 2006-os atlétikai Európa-bajnokságot, valamint a 2006-os női kézilabda-Európa-bajnokság mérkőzéseinek egy részét.
Itt játszik Svédország egyik legkedveltebb jégkorongcsapata, a Frölunda Indians.
A göteborgi félmaratonon 50 000-en vesznek részt. Nyaranta itt rendezik a Gothia Kupát, a világ legnagyobb ifjúsági labdarúgótornáját.

## Személyek

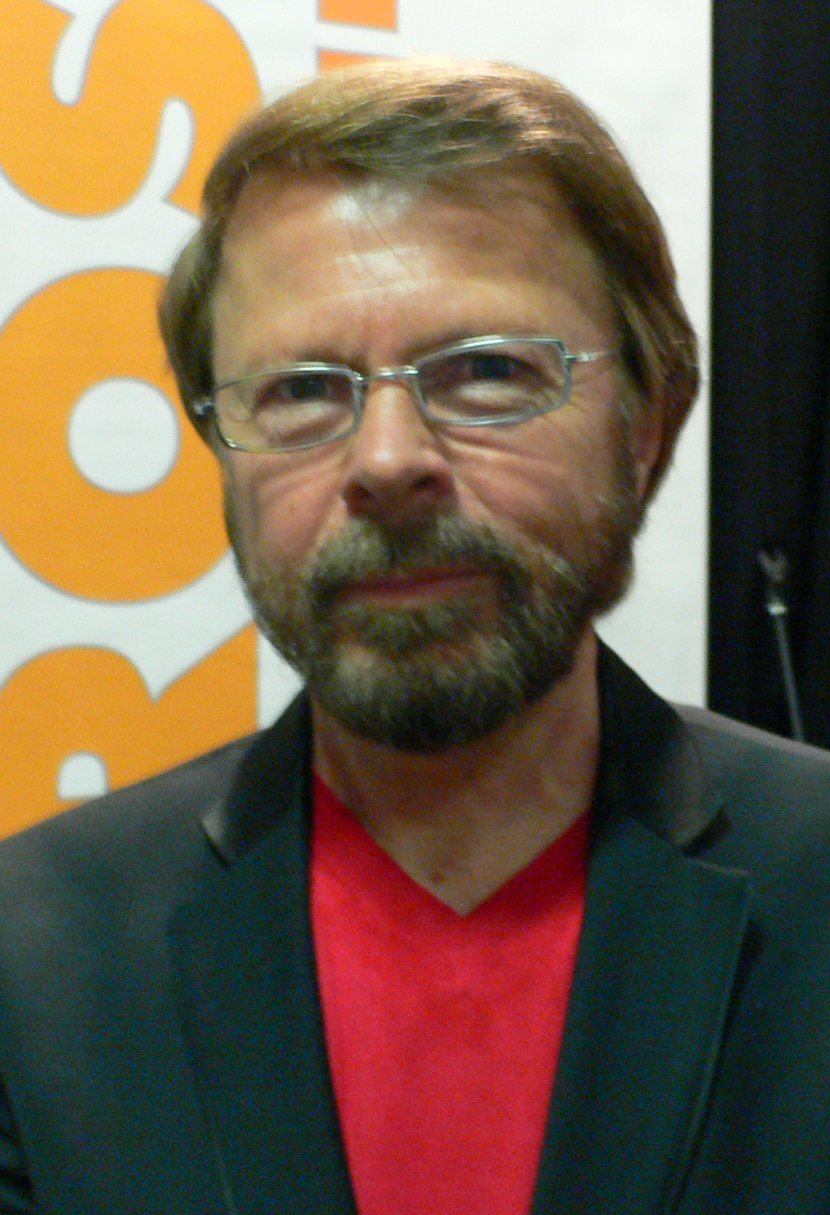
Björn Ulvaeus (ABBA)

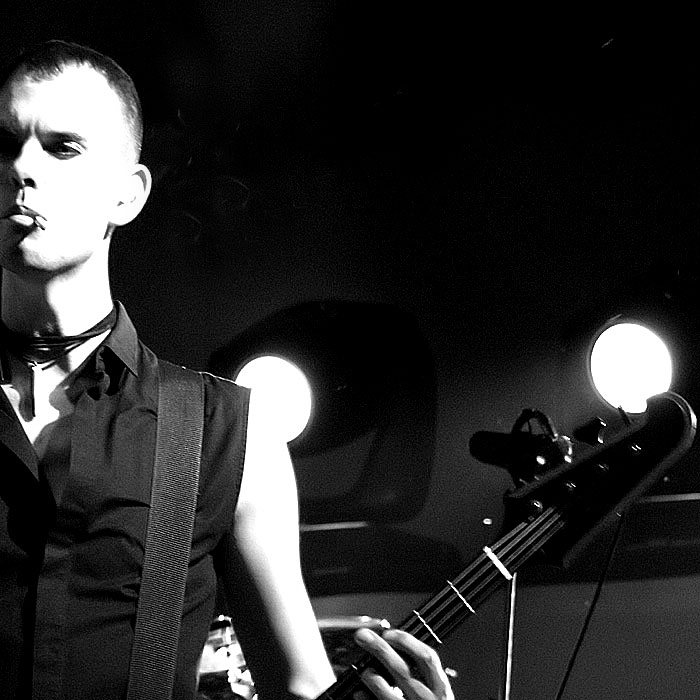
Stefan Olsdal (Placebo)

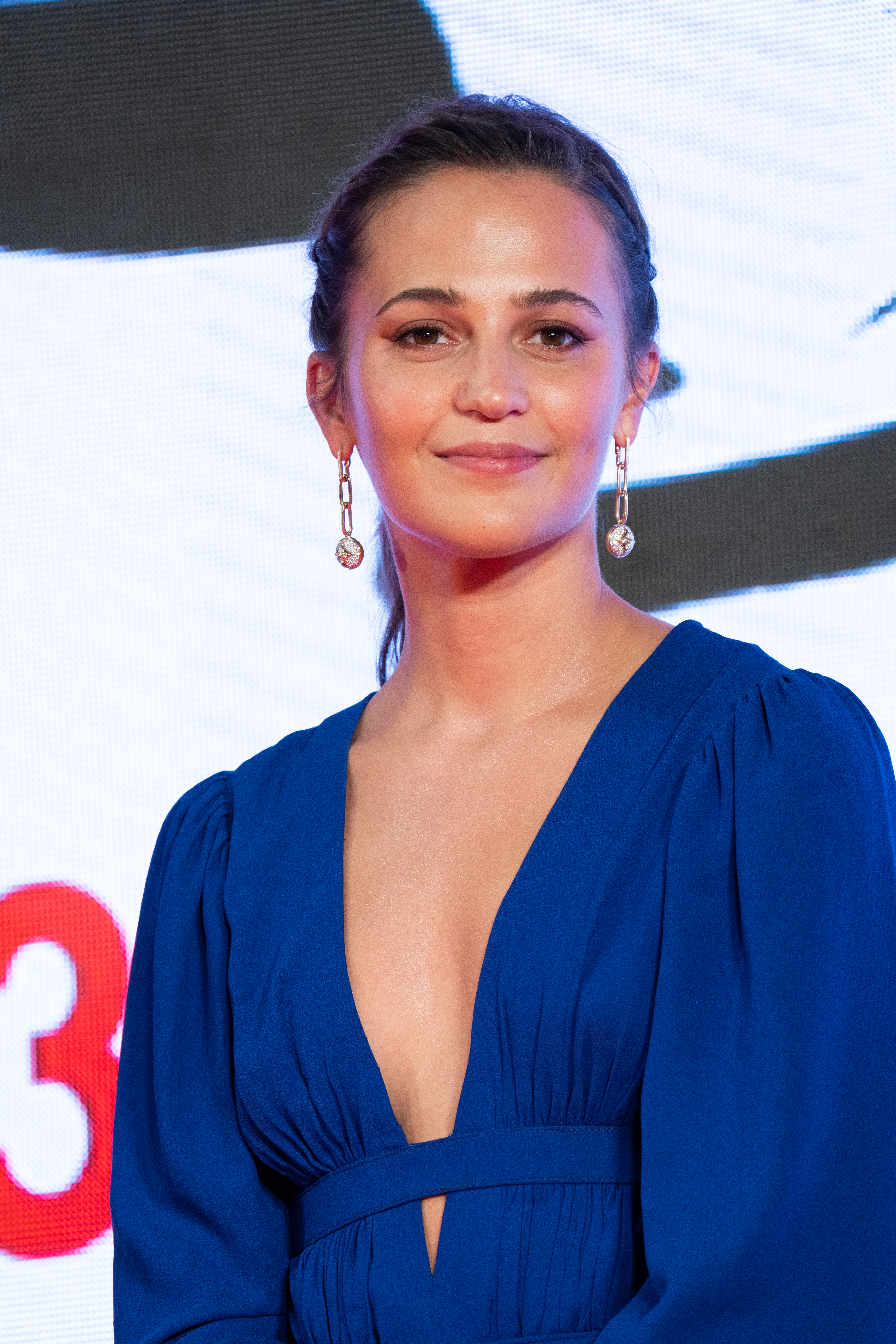
Alicia Vikander

- Itt hunyt el X. Károly Gusztáv svéd király (1622–1660)
- Itt élt és dolgozott öt évig Bedřich Smetana (1824–1884) zeneszerző
- Itt született Ivar Arosenius (1878–1909) festő, könyvillusztrátor
- Itt élt és dolgozott Axel Boëthius (1889–1969) művészettörténész, régész
- Itt élt és dolgozott Bernhard Karlgren (1889–1978) nyelvész, sinológus
- Itt született Gösta Liedberg labdarúgó-játékvezető
- Itt született Björn Ulvaeus (1945) énekes, dalszövegíró
- Itt született Stellan Skarsgård (1951) színész
- Itt él Csikós Tibor (1957) festő, grafikus
- Itt született Andy LaRocque (1962) gitáros
- Itt született Mikkey Dee (1963) dobos
- Itt született Anders Frisk (1963) labdarúgó-játékvezető
- Itt született Magnus Wislander (1964) kézilabdázó
- Itt született Patrik Sjöberg (1965) magasugró
- Itt született Mattias Eklundh (1969) gitáros
- Itt született Daniel Alfredsson (1972) jégkorongozó
- Itt született Marcus Allbäck (1973) labdarúgó
- Itt született Stefan Olsdal (1974) basszusgitáros
- Itt született Élena Paparízu (1982) énekesnő
- Itt született Loui Eriksson (1985) jégkorongozó
- Itt született Mathilde Johansson (1985) teniszezőnő
- Itt született Alicia Vikander (1988) Oscar-díjas színésznő
- Itt született Felix Kjellberg (1989) youtuber
- Itt született Isabelle Gulldén (1989) kézilabdázó

## Testvérvárosok
Göteborgnak három testvérvárosa van, amelyekkel felváltva szervezik meg az évente esedékes találkozókat. Ezek a skandináv országok második legnagyobb városai, melyekkel a kapcsolat a II. világháború utáni évekre nyúlnak vissza. A meglévőkön kívül hosszú ideje nem kötnek új testvérvárosi kapcsolatokat.
- Bergen, Norvégia
- Turku (Åbo), Finnország
- Aarhus, Dánia

A testvérvárosokon kívül több partnervárosa is van, amelyekkel konkrét projektek szintjén működik együtt, jellemzően határozott idejű együttműködési megállapodások alapján. 1998 óta partnerkapcsolatban áll a dél-afrikai Port Elizabeth városával, és együtt keresnek lehetőségeket az olyan közérdekű dolgok fejlesztésére, mint a közkönyvtárak, sport, turizmus és a hulladékkezelés. Ezzel együtt három stratégiai partnervárosa van, ezek a következők:
- Lyon, Franciaország
- Port Elizabeth, Dél-Afrika
- Sanghaj, Kína

További partnervárosok, akikkel kevésbé élénk a kapcsolat:
| - Chicago, Egyesült Államok - Kiel, Németország - Krakkó, Lengyelország - Newcastle, Egyesült Királyság |  | - Rostock, Németország - Szentpétervár, Oroszország - Tallinn, Észtország - Xi'an, Kína |

A város több nemzetközi szervezet – például a Eurocities, a Union of the Baltic Cities és az ICLEI – tagja. Oslóval a Göteborg–Oslo régió (GO) keretei között működik együtt 1995 óta, amit 2003-ban kiterjesztettek a norvégiai Akershus és Østfold, valamint a svédországi Västra Götaland megyékre.